# 克里特袖章
克里特袖章（德語：Ärmelband Kreta）是二战期间德国授予参加 1941 年 5 月 20 日至 27 日期间参加克里特岛战役的国防军军人的军事勋章。
虽然许多德国单位将袖带头衔作为其团或军团徽章的一部分，但这是第一次将袖章作为獎項授予的二战軍事行动。
1. ↑  Based on strength of forces taking part.